# Рамсфьелл, Магнус
| место | изм | Команда          | Очки  |
| ----- | --- | ---------------- | ----- |
| 12    | ▼ 1 | Кори Дропкин     | 215.5 |
| 13    | ▬   | Никлас Эдин      | 214.9 |
| 14    | ▲ 1 | Магнус Рамсфьелл | 199.8 |
| 15    | ▼ 1 | Rylan Kleiter    | 186.6 |
| 16    | ▲ 7 | Rylan Kleiter    | 180.3 |

Ма́гнус Ра́мсфьелл (норв. Magnus Ramsfjell; род. 17 июля 1997) — норвежский кёрлингист.
В составе мужской сборной Норвегии участник чемпионатов мира и Европы. В составе смешанной парной сборной Норвегии участник чемпионатов мира. В составе юниорской мужской сборной Норвегии участник чемпионатов мира, чемпион зимней Универсиады 2019. Чемпион Норвегии среди мужчин, смешанных команд, смешанных пар и юниоров.
В «классическом» кёрлинге (команда из четырёх человек одного пола) играет на позиции четвёртого. Скип команды.

## Достижения
- Чемпионат Европы по кёрлингу: бронза (2024).
- Зимние Универсиады: золото (2019).
- Чемпионат Норвегии по кёрлингу среди мужчин: золото (2019, 2020, 2022, 2023), серебро (2025), бронза (2017, 2018, 2024).
- Чемпионат мира по кёрлингу среди юниоров: бронза (2017).
- Чемпионат Норвегии по кёрлингу среди смешанных команд: золото (2016)
- Чемпионат Норвегии по кёрлингу среди смешанных пар: золото (2018[3], 2020), серебро (2023), бронза (2019, 2024).

## Команды
| Сезон                                               | Четвёртый            | Третий              | Второй              | Первый                 | Запасной                                                                  | Турниры                                |
| --------------------------------------------------- | -------------------- | ------------------- | ------------------- | ---------------------- | ------------------------------------------------------------------------- | -------------------------------------- |
| 2012—13                                             | Бент Онунн Рамсфьелл | Магнус Рамсфьелл    | Бендик Рамсфьелл    | Jan Sebastien Aagenaes |                                                                           | ЧНМ 2013 (?? место)                    |
| 2013—14                                             | Оле Давангер         | Магнус Рамсфьелл    | Бендик Рамсфьелл    | Ola Eide               |                                                                           | ЧНМ 2014 (9 место)                     |
| 2015—16                                             | Магнус Рамсфьелл     | Бендик Рамсфьелл    | Магнус Вогберг      | Elias Høstmælingen     | Eskil Vintervold тренер: Ларс Вогберг                                     | ЧМЮ 2016 (5 место)                     |
| 2015—16                                             | Магнус Рамсфьелл     | Бендик Рамсфьелл    | Магнус Вогберг      | Eskil Vintervold       | Elias Høstmælingen                                                        | ЧНМ 2016 (5 место)                     |
| 2016—17                                             | Магнус Рамсфьелл     | Бендик Рамсфьелл    | Магнус Вогберг      | Eskil Vintervold       | Elias Høstmælingen                                                        | ЧНМ 2017                               |
| 2016—17                                             | Магнус Рамсфьелл     | Бендик Рамсфьелл    | Магнус Вогберг      | Eskil Vintervold       | Elias Høstmælingen тренер: Бент Онунн Рамсфьелл                           | ЧМЮ 2017                               |
| 2017—18                                             | Магнус Рамсфьелл     | Кристиан Фосс       | Михаэль Меллемсетер | Андреас Хорстад        | Йёрген Мюран тренер: Стейн Меллемсетер                                    | ЧМЮ 2018 (6 место) · ЧНМ 2018          |
| 2018—19                                             | Магнус Рамсфьелл     | Мартин Сесакер      | Бендик Рамсфьелл    | Гауте Непстад          | тренер: Руне Стин Хансен                                                  | ЗУ 2019                                |
| 2018—19                                             | Магнус Рамсфьелл     | Михаэль Меллемсетер | Андреас Хорстад     | Йёрген Мюран           |                                                                           | ЧНМ 2019                               |
| 2018—19                                             | Магнус Рамсфьелл     | Михаэль Меллемсетер | Йёрген Мюран        | Андреас Хорстад        | Ingebrigt Bjørnstad (ЧМЮ) Стеффен Вальстад (ЧМ) тренер: Стейн Меллемсетер | ЧМЮ 2019 (4 место) ЧМ 2019 (12 место)  |
| 2019—20                                             | Магнус Рамсфьелл     | Торгер Нергор       | Мартин Сесакер      | Бендик Рамсфьелл       |                                                                           | ЧНМ 2020                               |
| 2020—21                                             | Магнус Рамсфьелл     | Мартин Сесакер      | Бендик Рамсфьелл    | Гауте Непстад          |                                                                           | [ 4 ]                                  |
| 2021—22                                             | Магнус Рамсфьелл     | Мартин Сесакер      | Бендик Рамсфьелл    | Гауте Непстад          | Матиас Бранден (ЧМ) тренер: Пол Трульсен (ЧМ)                             | ЧНМ 2022 · ЧМ 2022 (10 место)          |
| 2022—23                                             | Магнус Рамсфьелл     | Мартин Сесакер      | Бендик Рамсфьелл    | Гауте Непстад          |                                                                           | ЧНМ 2023                               |
| 2023—24                                             | Магнус Рамсфьелл     | Мартин Сесакер      | Бендик Рамсфьелл    | Гауте Непстад          |                                                                           | ЧНМ 2024                               |
| 2023—24                                             | Магнус Рамсфьелл     | Мартин Сесакер      | Бендик Рамсфьелл    | Гауте Непстад          | Вильгельм Несс тренеры: Томас Лёвольд (ЧЕ, ЧМ), Бент Онунн Рамсфьелл (ЧМ) | ЧЕ 2023 (5 место) ЧМ 2024 (10 место)   |
| 2024—25                                             | Магнус Рамсфьелл     | Мартин Сесакер      | Бендик Рамсфьелл    | Гауте Непстад          | Вильгельм Несс (ЧЕ, ЧМ) тренер (ЧЕ): Томас Лёвольд                        | ЧЕ 2024 · ЧНМ 2025 · ЧМ 2025 (6 место) |
| Кёрлинг среди смешанных команд (mixed curling)      |                      |                     |                     |                        |                                                                           |                                        |
| 2015—16                                             | Магнус Рамсфьелл     | Майя Рамсфьелл      | Эйгиль Рамсфьелл    | Mathilde Hoem          |                                                                           | ЧНСК 2016                              |
| Кёрлинг среди смешанных пар (mixed doubles curling) |                      |                     |                     |                        |                                                                           |                                        |
| 2016—17                                             | Майя Рамсфьелл       | Магнус Рамсфьелл    |                     |                        |                                                                           | ЧНСП 2017 (4 место)                    |
| 2017—18                                             | Майя Рамсфьелл       | Магнус Рамсфьелл    |                     |                        | тренер: Томас Лёвольд                                                     | ЧНСП 2018 · ЧМСП 2018 (11 место)       |
| 2018—19                                             | Майя Рамсфьелл       | Магнус Рамсфьелл    |                     |                        |                                                                           | ЧНСП 2019                              |
| 2020—21                                             | Майя Рамсфьелл       | Магнус Рамсфьелл    |                     |                        |                                                                           | ЧНСП 2020                              |
| 2021—22                                             | Майя Рамсфьелл       | Магнус Рамсфьелл    |                     |                        | тренер: Стеффен Вальстад                                                  | ЧМСП 2022 (4 место)                    |
| 2022—23                                             | Майя Рамсфьелл       | Магнус Рамсфьелл    |                     |                        |                                                                           | ЧНСП 2023                              |
| 2023—24                                             | Майя Рамсфьелл       | Магнус Рамсфьелл    |                     |                        |                                                                           | ЧНСП 2024                              |

(скипы выделены полужирным шрифтом)

## Частная жизнь
Из семьи кёрлингистов. Его отец — Эйгиль Рамсфьелл, бронзовый призёр зимних Олимпийских игр 1998 и трёхкратный чемпион мира. Его сестра — Майя Рамсфьелл, играет с Магнусом в смешанной паре, они выиграли чемпионат Норвегии 2018.